# Nachten van Parijs
Nachten van Parijs is een single van Samantha. Samantha is in Nederland vrij onbekend. In Vlaanderen had ze acht hits in de BRT Top 30 waaronder ook het origineel van het “wereldberoemde” Eviva España. Nachten van Parijs gaat over de aantrekkingskracht van de attracties van lichte zeden in de Franse hoofdstad Parijs: Place Pigalle, Place du Tertre, Montmartre en de Moulin Rouge. Qua muziek lijkt het nummer op Eviva España.
Het nummer werd later vertolkt door Laura Lynn, zij haalde er geen hit mee. Jenny Arean zong ook een nummer Nachten van Parijs, maar dat is een ander lied.

## Hitnotering

### BelgischeBRT Top 30
| Hitnotering: 24-11-1973 t/m 18-1-1974 | Hitnotering: 24-11-1973 t/m 18-1-1974 | Hitnotering: 24-11-1973 t/m 18-1-1974 | Hitnotering: 24-11-1973 t/m 18-1-1974 | Hitnotering: 24-11-1973 t/m 18-1-1974 | Hitnotering: 24-11-1973 t/m 18-1-1974 | Hitnotering: 24-11-1973 t/m 18-1-1974 | Hitnotering: 24-11-1973 t/m 18-1-1974 | Hitnotering: 24-11-1973 t/m 18-1-1974 | Hitnotering: 24-11-1973 t/m 18-1-1974 | Hitnotering: 24-11-1973 t/m 18-1-1974 |
| Week:                                 | 1                                     | 2                                     | 3                                     | 4                                     | 5                                     | 6                                     |                                       | 7                                     |                                       |                                       |
| ------------------------------------- | ------------------------------------- | ------------------------------------- | ------------------------------------- | ------------------------------------- | ------------------------------------- | ------------------------------------- | ------------------------------------- | ------------------------------------- | ------------------------------------- | ------------------------------------- |
| Positie:                              | 19                                    | 17                                    | 17                                    | 18                                    | 17                                    | 26                                    | x                                     | 28                                    | uit                                   |                                       |